# Philipp Fankhauser
Philipp Fankhauser (* 20. Februar 1964 in Thun) ist ein Schweizer Bluesmusiker und Songwriter.

## Anfangsjahre
1974 zog Fankhauser mit seiner Mutter in das Tessin. Dort begann er im Alter von 11 Jahren Gitarre zu spielen und entwickelte eine Liebe zu schwarzer Musik, insbesondere zum Blues. 1977 gründete er in Locarno seine erste Schülerband. 1982 kehrte Fankhauser nach Thun zurück.
In den 1980er Jahren besuchte Fankhauser verschiedene Jazz- und Blues-Musikfestivals, insbesondere das Montreux Jazz Festival, und kam so mit verschiedenen Musikgrössen in Kontakt. 1984 begann er mit Soloauftritten und betätigte sich als Schweizer Korrespondent einer Berliner Blues-Zeitschrift.

## Checkerboard Blues Band
1987 gründete er die Checkerboard Blues Band, mit der er in der ganzen Schweiz auftrat. Die Bekanntschaft mit der US-amerikanischen Bluessängerin Margie Evans führte 1989 zu einem gemeinsamen Album, Blues for the lady. Margie Evans verhalf Fankhauser und seiner Checkerboard Blues Band auch an grössere Auftritte zu kommen. In der Folge gab Fankhauser mit seiner Band Konzerte am Amsterdam Blues Festival, am Sanremo Blues Festival, im Quasimodo Club in Berlin, im Zürcher Volkshaus und spielte weitere 120 Clubkonzerte. 1990 folgte die zweite Europa-Tour mit Margie Evans.
Zwischen 1991 und 1993 veröffentlichten Fankhauser, der damals auch Produzent war, und die Checkerboard Blues Band drei weitere Alben und traten in unzähligen Konzerten auf, unter anderem 1992 am OpenAir St. Gallen. 1993 war das siebte und vorläufig letzte Jahr der Checkerboard Blues Band. Aus den drei ausverkauften Abschiedskonzerten in der Mühle Hunziken in Rubigen Ende Dezember 1993 entstand das Live-Album Thun - San Francisco.

## Ab 1994
Auf Einladung von Johnny Copeland ging Fankhauser 1994 mit ihm als Gastsänger einen Monat lang auf US-Tour. 1995 nahm Fankhauser in Los Angeles unter der Leitung des Produzenten Dennis Walker und mit The Memphis Horns sein erstes Soloalbum auf. Weitere zwei Alben folgten 1996 und 1997. In dieser Zeit war Fankhauser auch verschiedentlich auf Konzerttour und ging 1998 mit der Original-Checkerboard Blues Band ins Studio, um für ein neues Album ein paar Aufnahmen zu machen. 1999 war das erste Jahr seit 1980, in dem Philipp Fankhauser keine Konzerte gab. Er konzentrierte sich vor allem auf die Fertigstellung des Albums und auf das Songschreiben.
Anfang 2000 erschien das Album Welcome to the real world mit der Checkerboard Blues Band. Zwischen Februar und April 2000 ging die Checkerboard Blues Band ein letztes Mal auf Konzerttour durch die Schweiz.
In der Folge bildete Fankhauser mit Funkhouseblues und der Philipp Fankhauser Blues Band zwei unabhängige, eigenständige Formationen, die so ein breiteres musikalisches Spektrum ermöglichten. Festes Bandmitglied ist der Wiener E-Bassist Angus Thomas. Mit ihnen trat Fankhauser an verschiedenen Konzerten auf und veröffentlichte mit der Philipp Fankhauser Blues Band 2003 das Live-Album Life's so Damn' Cool. Dieses entstand anlässlich ihres Auftrittes am Piazza Blues Festival in Bellinzona. In der Folge veröffentlichte Fankhauser drei weitere Alben und war in den USA, in Europa und in der Schweiz auf Konzerttournee.
Er lebte von 2009 bis 2013 mit einem brasilianischen Tanzlehrer in einer eingetragenen Partnerschaft und ist seit Januar 2013 Jurymitglied und Coach in der Gesangs-Castingshow The Voice of Switzerland.

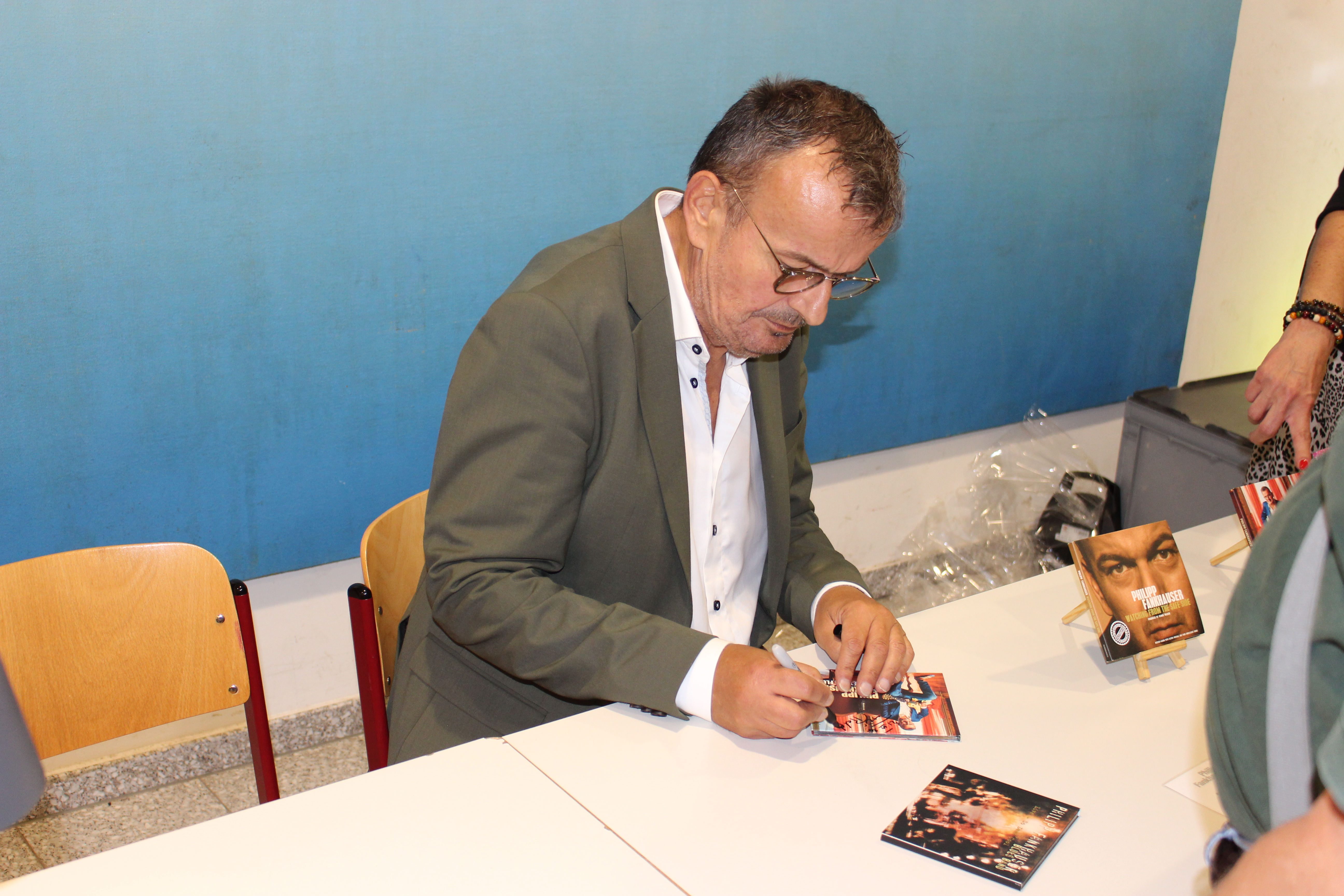
Philipp Fankhauser beim Pfingstberg-Blues in Mannheim (2024)

## Diskografie

### Alben
- Blues for the Lady (1989), mit Checkerboard Blues Band und Margie Evans
- With a Feeling (1991), mit Checkerboard Blues Band
- Dedicated (1992), mit Checkerboard Blues Band
- Thun - San Francisco (Live) (1994), mit Checkerboard Blues Band
- On Broadway (1995), mit The Memphis Horns
- His Kind of Blues (Best of 1989 - 1996) (1996)
- The Story of Blues (1997)
- Welcome to the Real World (2000), mit Checkerboard Blues Band
- Life’s so Damn' Cool (Live) (2003), mit Philipp Fankhauser Blues Band
- Talk to Me (2004)
- Watching from the Safe Side (2006)
- Love Man Riding (2008)
- Try My Love (2010)
- Philipp Fankhauser Plays Montreux Jazz Festival (CD + DVD, 2013)
- HOME (2014)
- Unplugged - Live at Mühle Hunziken, mit Margie Evans (2016)
- I’ll Be Around (2017)
- Let Life Flow (2019), mit Kenny Neal
- Heebie Jeebies - The Early Songs of Johnny Copeland (2022)
- Ain’t That Something (2025)